# Montenegro op de Olympische Zomerspelen 2012
Montenegro nam deel aan de Olympische Zomerspelen 2012 in Londen, Verenigd Koninkrijk.

## Medailleoverzicht
| Sport   | Olympiër | Onderdeel | Medaille |
| ------- | --- | --------- | -------- |
| Handbal | Sonja Barjaktarović Anđela Bulatović Katarina Bulatović Ana Đokić Marija Jovanović Milena Knežević Suzana Lazović Majda Mehmedović Radmila Miljanić Bojana Popović Jovanka Radičević Ana Radović Maja Savić | vrouwen   | Zilver   |

## Deelnemers en resultaten
(m) = mannen, (v) = vrouwen

### Atletiek
| Olympiër          | Onderdeel        | Resultaat | Prestatie                              |
| ----------------- | ---------------- | --------- | -------------------------------------- |
| Danijel Furtula   | discuswerpen (m) | 38e       | kwalificatie groep B: 20ste met 57,48m |
|                   |                  |           |                                        |
| Slađana Perunović | marathon (v)     | 77e       | 2:39.07                                |

### Boksen
| Olympiër        | Onderdeel | Resultaat | Prestatie                           |
| --------------- | --------- | --------- | ----------------------------------- |
| Boško Drašković | -81kg (m) | 1/16F     | 1ste ronde: V van NCA Amador: 11-16 |

### Handbal
| Olympiër | Onderdeel | Resultaat | Prestatie |
| --- | --------- | --------- | --- |
| Sonja Barjaktarović Anđela Bulatović Katarina Bulatović Ana Đokić Marija Jovanović Milena Knežević Suzana Lazović Majda Mehmedović Radmila Miljanić Bojana Popović Jovanka Radičević Ana Radović Maja Savić Marina Vukčević | vrouwen   | Zilver    | groep A: 4de W van Groot-Brittannië: 31-19 V van Brazilië: 25-27 W van Angola: 30-25 V van Kroatië: 26-27 G van Rusland: 25-25 kwartfinale: W van Frankrijk: 23-22 halve finale: W van Spanje: 27-26 finale: V van Noorwegen: 23-26 |

| Groep A |                  |             |             |             |             |            |            |            |        |
| #       | Land             | Wedstrijden | Wedstrijden | Wedstrijden | Wedstrijden | Doelpunten | Doelpunten | Doelpunten | Punten |
| #       | Land             | G           | W           | G           | V           | V          | T          | Saldo      | Punten |
| 1       | Brazilië         | 5           | 4           | 1           | 0           | 137        | 122        | +15        | 8      |
| 2       | Kroatië          | 5           | 4           | 0           | 1           | 145        | 115        | +30        | 8      |
| 3       | Rusland          | 5           | 3           | 1           | 1           | 151        | 125        | +26        | 7      |
| 4       | Montenegro       | 5           | 2           | 1           | 2           | 137        | 123        | +14        | 5      |
| 5       | Angola           | 5           | 1           | 0           | 4           | 132        | 142        | -10        | 2      |
| 6       | Groot-Brittannië | 5           | 0           | 0           | 5           | 91         | 166        | -75        | 0      |

| Ronde        | Datum  | Plaats     | Land   | Score            | Land |
| ------------ | ------ | ---------- | ------ | ---------------- | ---- |
| Groepsfase   |        |            |        |                  |      |
| 28 juli      | Londen | Montenegro | 31-19  | Groot-Brittannië |      |
| 30 juli      | Londen | Brazilië   | 27-25  | Montenegro       |      |
| 1 augustus   | Londen | Montenegro | 30-25  | Angola           |      |
| 3 augustus   | Londen | Kroatië    | 27-26  | Montenegro       |      |
| 5 augustus   | Londen | Montenegro | 25-25' | Rusland          |      |
| Kwartfinale  |        |            |        |                  |      |
| 7 augustus   | Londen | Frankrijk  | 22-23  | Montenegro       |      |
| Halve finale |        |            |        |                  |      |
| 9 augustus   | Londen | Spanje     | 26-27  | Montenegro       |      |
| Finale       |        |            |        |                  |      |
| 11 augustus  | Londen | Noorwegen  | 26-23  | Montenegro       |      |

### Judo
| Olympiër         | Onderdeel | Resultaat | Prestatie                                                                                           |
| ---------------- | --------- | --------- | --------------------------------------------------------------------------------------------------- |
| Srđan Mrvaljević | -81kg (m) | 9e        | 1ste ronde: vrij 2de ronde: W van FIJ Naulu: waza-ari 3de ronde: V van CAN Valois-Fortier: waza-ari |

### Schietsport
| Olympiër         | Onderdeel            | Resultaat | Prestatie                                              |
| ---------------- | -------------------- | --------- | ------------------------------------------------------ |
| Nikola Šaranović | 50m pistool (m)      | 38e       | kwalificatie: 38ste met 524 punten (83-84-90-88-91-88) |
| Nikola Šaranović | 10m luchtpistool (m) | 41e       | kwalificatie: 41ste met 565 punten (92-93-96-96-93-95) |

### Waterpolo
| Olympiër | Onderdeel | Resultaat | Prestatie |
| --- | --------- | --------- | --- |
| Draško Brguljan Dragan Drašković Vladimir Gojković Aleksandar Ivović Mlađan Janović Nikola Janović Predrag Jokić Vjekoslav Pasković Antonio Petrović Aleksandar Radović Miloš Šćepanović Denis Šefik Boris Zloković | mannen    | 4e        | groep B: 2de V van Verenigde Staten: 7-8 W van Hongarije: 11-10 G van Servië: 11-11 W van Roemenië: 12-8 W van Groot-Brittannië: 13-4 kwartfinale: W van Spanje: 11-9 halve finale: V van Kroatië: 5-7 bronzen finale: V van Servië: 11-12 |

| Groep A |                  |             |             |             |             |        |        |        |        |
| #       | Land             | Wedstrijden | Wedstrijden | Wedstrijden | Wedstrijden | Punten | Punten | Punten | Punten |
| #       | Land             | G           | W           | G           | V           | V      | T      | Saldo  | Punten |
| 1       | Servië           | 5           | 4           | 1           | 0           | 69     | 38     | +31    | 9      |
| 2       | Montenegro       | 5           | 3           | 1           | 1           | 54     | 41     | +13    | 7      |
| 3       | Hongarije        | 5           | 3           | 0           | 2           | 65     | 52     | +13    | 6      |
| 4       | Verenigde Staten | 5           | 3           | 0           | 2           | 43     | 44     | −1     | 6      |
| 5       | Roemenië         | 5           | 1           | 0           | 4           | 48     | 55     | −7     | 2      |
| 6       | Groot-Brittannië | 5           | 0           | 0           | 5           | 28     | 77     | −49    | 0      |

| Ronde       | Datum  | Plaats           | Land  | Score            | Land |
| ----------- | ------ | ---------------- | ----- | ---------------- | ---- |
| Groepsfase  |        |                  |       |                  |      |
| 29 juli     | Londen | Montenegro       | 7-8   | Verenigde Staten |      |
| 31 juli     | Londen | Hongarije        | 10-11 | Montenegro       |      |
| 2 augustus  | Londen | Montenegro       | 11-11 | Servië           |      |
| 4 augustus  | Londen | Montenegro       | 12-8  | Roemenië         |      |
| 6 augustus  | Londen | Groot-Brittannië | 4-13  | Montenegro       |      |
| Kwartfinale |        |                  |       |                  |      |
| 8 augustus  | Londen | Spanje           | 9-11  | Montenegro       |      |
| 5-8ste plek |        |                  |       |                  |      |
| 10 augustus | Londen | Kroatië          | 7-5   | Montenegro       |      |
| 5-6de plek  |        |                  |       |                  |      |
| 12 augustus | Londen | Montenegro       | 11-12 | Servië           |      |

### Zeilen
| Olympiër      | Onderdeel | Resultaat | Prestatie                                            |
| ------------- | --------- | --------- | ---------------------------------------------------- |
| Milivoj Dukić | laser (m) | 49e       | 422 punten: (49, 49, 49, 48, 48, 48, 38, 47, 46, 49) |

Afghanistan · Albanië · Algerije · Amerikaanse Maagdeneilanden · Amerikaans-Samoa · Andorra · Angola · Antigua en Barbuda · Argentinië · Armenië · Aruba · Australië · Azerbeidzjan · Bahama's · Bahrein · Bangladesh · Barbados · België · Belize · Benin · Bermuda · Bhutan · Bolivia · Bosnië en Herzegovina · Botswana · Brazilië · Britse Maagdeneilanden · Brunei · Bulgarije · Burkina Faso · Burundi · Cambodja · Canada · Centraal-Afrikaanse Republiek · Chili · China · Chinees Taipei · Colombia · Comoren · Congo-Brazzaville · Congo-Kinshasa · Cookeilanden · Costa Rica · Cuba · Cyprus · Denemarken · Djibouti · Dominica · Dominicaanse Republiek · Duitsland · Ecuador · Egypte · El Salvador · Equatoriaal-Guinea · Eritrea · Estland · Ethiopië · Fiji · Filipijnen · Finland · Frankrijk · Gabon · Gambia · Georgië · Ghana · Grenada · Griekenland · Groot-Brittannië · Guam · Guatemala · Guinee · Guinee‑Bissau · Guyana · Haïti · Honduras · Hongarije · Hongkong · Ierland · IJsland · India · Indonesië · Irak · Iran · Israël · Italië · Ivoorkust · Jamaica · Japan · Jemen · Jordanië · Kaaimaneilanden · Kaapverdië · Kameroen · Kazachstan · Kenia · Kirgizië · Kiribati · Koeweit · Kroatië · Laos · Lesotho · Letland · Libanon · Liberia · Libië · Liechtenstein · Litouwen · Luxemburg · Macedonië · Madagaskar · Malawi · Maldiven · Maleisië · Mali · Malta · Marshalleilanden · Marokko · Mauritanië · Mauritius · Mexico · Micronesië · Moldavië · Monaco · Mongolië · Montenegro · Mozambique · Myanmar · Namibië · Nauru · Nederland · Nepal · Nicaragua · Nieuw-Zeeland · Niger · Nigeria · Noord-Korea · Noorwegen · Oeganda · Oekraïne · Oezbekistan · Oman · Oostenrijk · Oost-Timor · Pakistan · Palau · Palestina · Panama · Papoea-Nieuw-Guinea · Paraguay · Peru · Polen · Portugal · Puerto Rico · Qatar · Roemenië · Rusland · Rwanda · Saint Kitts en Nevis · Saint Lucia · Saint Vincent en Grenadines · Salomonseilanden · Samoa · San Marino · Sao Tomé en Principe · Saoedi-Arabië · Senegal · Servië · Seychellen · Sierra Leone · Singapore · Slovenië · Slowakije · Soedan · Somalië · Spanje · Sri Lanka · Suriname · Swaziland · Syrië · Tadzjikistan · Tanzania · Thailand · Togo · Tonga · Trinidad en Tobago · Tsjaad · Tsjechië · Tunesië · Turkije · Turkmenistan · Tuvalu · Uruguay · Vanuatu · Venezuela · Verenigde Arabische Emiraten · Verenigde Staten · Vietnam · Wit-Rusland · Zambia · Zimbabwe · Zuid-Afrika · Zuid-Korea · Zweden · Zwitserland · Onafhankelijke atleten